# Peoplemetr
Peoplemetr (nebo také TV metr) je zařízení, pomocí kterého se měří televizní sledovanost. Zachycuje, na co se lidé v domácnostech dívají v televizi, a tato data odesílá centrále, která je následně zpracovává. Výstupem peoplemetrových měření je přehled o úspěšnosti televizních stanic i jejich jednotlivých pořadů v rámci vysílání.
Tyto údaje slouží zejména televizním stanicím, které podle nich mohou upravovat programovou skladbu, a dále také zadavatelům reklamy. 

## Co je peoplemetr
Peoplemetr je malý elektronický přístroj, který je napojený na televizi. Průběžně monitoruje, co který divák právě sleduje v televizi. Tyto údaje následně automaticky odesílá do centrály. Peoplemetr eviduje sledovanost každého člena domácnosti zvlášť – každý rodinný příslušník má své tlačítko na ovladači, kterým při svém příchodu k televizi „přihlásí“ svou přítomnost. 

## Historie výzkumu sledovanosti
Výzkum sledovanosti se na našem území provádí od poloviny 60. let 20. století. Tehdy se k výzkumu využívalo telefonické dotazování, kdy tazatelé volali lidem s dotazem, na co se v televizi dívali.
Telefonáty nahradila Československá televize v roce 1972 kontinuálním výzkumem prováděným deníčkovou metodou. Do takzvaných deníčků (dotazníků) si diváci sami zaznamenávali, na co se dívali v televizi. V realizaci průzkumu hrály významnou roli poštovní doručovatelky, které oslovovaly diváky, aby se průzkumu zúčastnili.
Od roku 1997 se sledovanost v Česku měří elektronicky. 

## Jak se provádí výzkum
Peoplemetr má doma určitý vzorek náhodně vybraných domácností, které reprezentují chování celé televizní populace na území daného státu. V Česku má tento přístroj doma přes 4 tisíce lidí, což představuje přes 1800 domácností.  Aby byl vzorek zobecnitelný na celou televizní populaci, musí struktura peoplemetrového panelu odpovídat složení televizních diváků. Vzorek tak reprezentuje populaci z hlediska demografického, geografického či socioekonomického a také z hlediska chování a příjmu televizního signálu. Výsledky měření lze proto pokládat za objektivní, co se týče chování televizních diváků na území daného státu. 
Tímto způsobem se provádí měření ve všech vyspělých zemích světa.
Z důvodu věrohodnosti realizují zjišťování sledovanosti nezávislé firmy. Projekt měření v Česku realizuje společnost Nielsen Admosphere pro Asociaci televizních organizací (ATO). 

## Výsledky měření
Výstupem peoplemetrového měření je přehled o sledovanosti, potažmo úspěšnosti televizních stanic i jednotlivých pořadů v rámci televizního vysílání. Tyto výsledky jsou pravidelně zveřejňovány zadavatelem měření, a to například v týdenních či měsíčních přehledech sledovanosti, které zadavatel zpravidla zveřejňuje na svých webových stránkách.
Mezi nejznámější výstupy patří takzvané koláčové grafy. Ty obsahují data o sharu (tedy podílu populace na sledovanosti) a ratingu (tedy počtu diváků) jednotlivých programů. 